# Hans Berentzen
Johannes Bernhard Ludwig Maria Berentzen (* 18. Juni 1927 in Haselünne; † 14. August 2005 ebenda) war ein deutscher Spirituosenfabrikant. Als Seniorchef und kaufmännischer Geschäftsführer steht sein Name für die Expansion und Internationalisierung des Schnapsbrenners Berentzen.

## Leben
Johannes Berentzen, genannt Hans, wurde 1927 als ältestes von neun Kindern von Johannes Bernhard Berentzen (1899–1954) und dessen Ehefrau Anna geb. Kerckhoff (1903–1968) geboren. Hermann Kerckhoff war sein Onkel. Er studierte unmittelbar nach dem Ende des Zweiten Weltkrieges Volkswirtschaft an der Westfälischen Wilhelms-Universität in Münster und legte 1949 sein Examen ab. Während dieser Zeit wurde der Katholik 1946 Mitglied der katholischen Studentenverbindung VKDSt Saxonia Münster im CV. 1951 wurde Berentzen mit der Arbeit Bestimmungsgründe des Bier- und Spirituosenabsatzes an der Universität Münster promoviert.
1949 trat der junge Diplom-Volkswirt als Prokurist in das elterliche Familienunternehmen ein. 1954 übernahm er als 27-Jähriger zusammen mit seinem Bruder Friedrich Berentzen nach dem Tod des Vaters die Firmenleitung. 1958 gründeten beide mit der Emsland-Getränke ein zweites Standbein im Bereich der alkoholfreien Getränke. Mit der Übernahme der Pepsi-Cola-Konzession für Deutschland wurde diese Entwicklung 1960 ausgebaut. Mit seinem Bruder zusammen entwickelte der Spirituosenunternehmer den Berentzen-Apfelkorn. Dies wurde 1976 als erfolgreichste Neueinführung einer deutschen Spirituose nach dem Zweiten Weltkrieg gefeiert. 1988 erfolgte unter den Brüdern die Fusion mit Pabst & Richarz.
Er war von 1992 bis 2000 Aufsichtsratsvorsitzender des Familienunternehmens und begleitete auch nach dem Zusammenschluss der beiden Familienunternehmen die strategischen Weichenstellungen. Als bisher einziges Unternehmen der deutschen Spirituosenindustrie führten Hans und Friedrich Berentzen das Familienunternehmen 1994 an die Börse.

## Politisches und gesellschaftliches Engagement
Von 1991 bis 1998 war Hans Berentzen Präsident der Industrie- und Handelskammer Osnabrück-Emsland und von 1987 bis 1996 Vizepräsident des Bundesverbands der Deutschen Spirituosen-Industrie und -Importeure. Hans Berentzen war über viele Jahre in verschiedenen Aufsichtsgremien tätig, beispielsweise im Aufsichtsrat der Bünting AG im friesischen Leer und der Deutschen Kornbranntwein-Verwertungsstelle in Münster sowie im Verwaltungsrat der Landschaftlichen Brandkasse Hannover. Zwischen 1991 und 1998 war er Honorarkonsul des Königreiches der Niederlande.
Von 1956 bis 1968 gehörte Berentzen dem Haselünner Stadtrat an, von 1968 bis 1974 dem Kreistag des Landkreises Meppen und von 1977 bis 1986 dem Kreistag des Landkreises Emsland.
Als Elternvertreter erwirkte er die Übernahme der St. Ursulaschule durch den Landkreis Meppen/Emsland 1972 und verhinderte so die Schließung des von Nonnen betriebenen Gymnasiums. Ebenso erwirkte er, dass das katholische St. Vinzenz-Hospital, in dessen Kuratorium er seit 1956 Mitglied war, ausgebaut und um eine neue Abteilung erweitert wurde.
Hans Berentzen war ein begeisterter Organist. Seinem Hobby, der Orgelmusik, ging er nach, indem er in der örtlichen Kirche St. Vincentius rund 60 Jahre lang Orgeldienst leistete.

## Ehrungen
- 1975: Ritterschlag zum Ritter vom Heiligen Grab zu Jerusalem
- 1984: Verdienstkreuz 1. Klasse der Bundesrepublik Deutschland
- 1997: Großes Verdienstkreuz der Bundesrepublik Deutschland